# Schloss Baldenstein
Das Schloss Baldenstein  ist eine Burganlage nördlich der Gemeinde Sils im Domleschg im Kanton Graubünden. Der Name leitet sich ab vom mittelhochdeutschen Wort bald (= kühn, verwegen), was auf die Lage der Burg hindeutet.

## Lage
Das Schloss liegt rund ein Kilometer südlich des Zusammenflusses von Albula und Hinterrhein auf einem Geländesporn am Eingang zur Albulaschlucht. Gegen Norden fällt das Gelände steil gegen die Albula ab, der Zugang erfolgt von Süden her. Die ursprüngliche Topographie wurde durch Terrassierungen und Gartenanlagen verändert.

## Bau
Der heutige Zustand beruht auf der Wiederherstellung nach einem Brand von 1877. Von der heute sichtbaren Anlage stammt wohl nur der vierstöckige Turm aus dem Mittelalter. Bei seiner Erbauung in der ersten Hälfte des 13. Jahrhunderts stand er isoliert. Die Mauerstärke des Baus beträgt bis zu 2,1 Meter. Auf der Westseite auf der Höhe des dritten Geschosses lag der Hocheingang, auf der Ostseite des vierten Geschosses führte ein Austritt auf eine Laube. Die Fenster wurden erst nachträglich eingefügt.
Die ursprüngliche Zinnenplatte wurde später mit einem Zeltdach abgedeckt. Nach dem Brand von 1877 wurde der Zinnenkranz wiederhergestellt. Seit 1999 ist der Turm wieder mit einem Zeltdach gedeckt.
Der Wohntrakt, der sich im Westen an den Turm anschliesst, stammt aus dem 16. und 17. Jahrhundert und ersetzte vermutlich einen älteren Bau. Die hohe Stützmauer mit den Zinnen stammt aus der frühen Neuzeit, folgt aber in ihrem Verlauf vermutlich einem mittelalterlichen Bering. Die Gartenanlage stammt aus dem 17. und 18. Jahrhundert. 1877 wurde die Burg durch einen Brand teilweise zerstört. Der jetzige Zustand mit neugotischen Elementen und Treppengiebeln stammt aus der Zeit nach 1877.

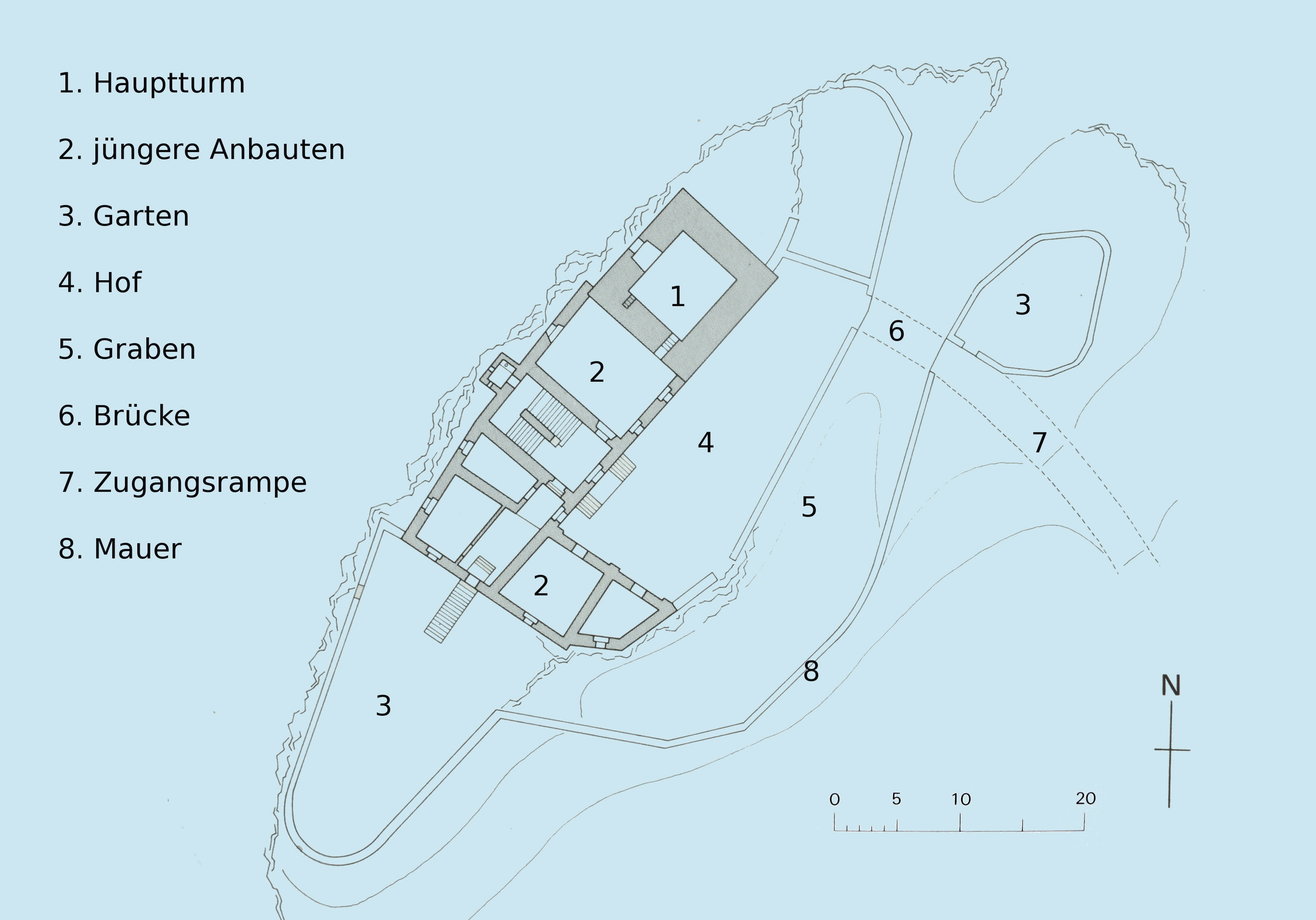
Plan der Anlage
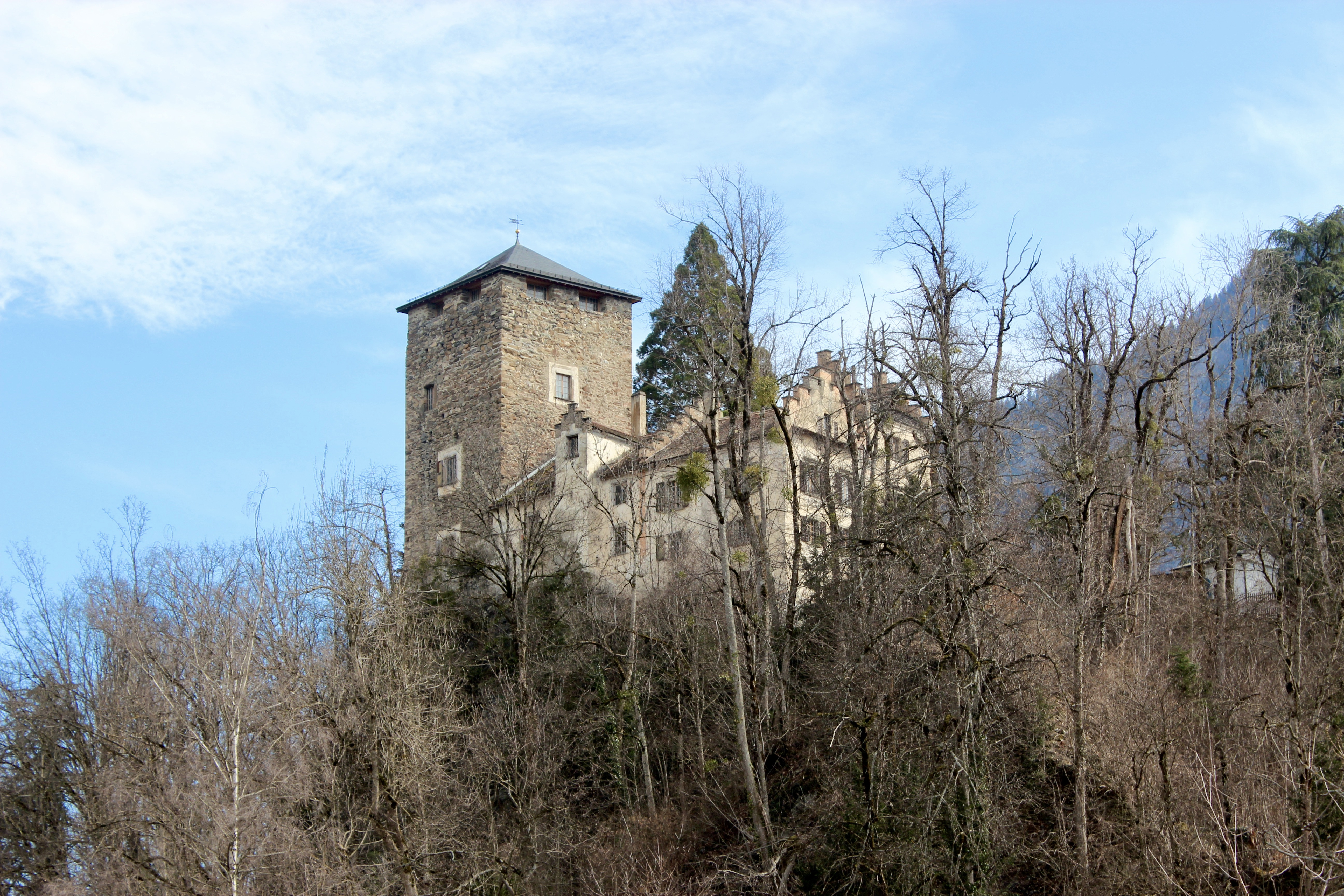
Ansicht von Nordwesten
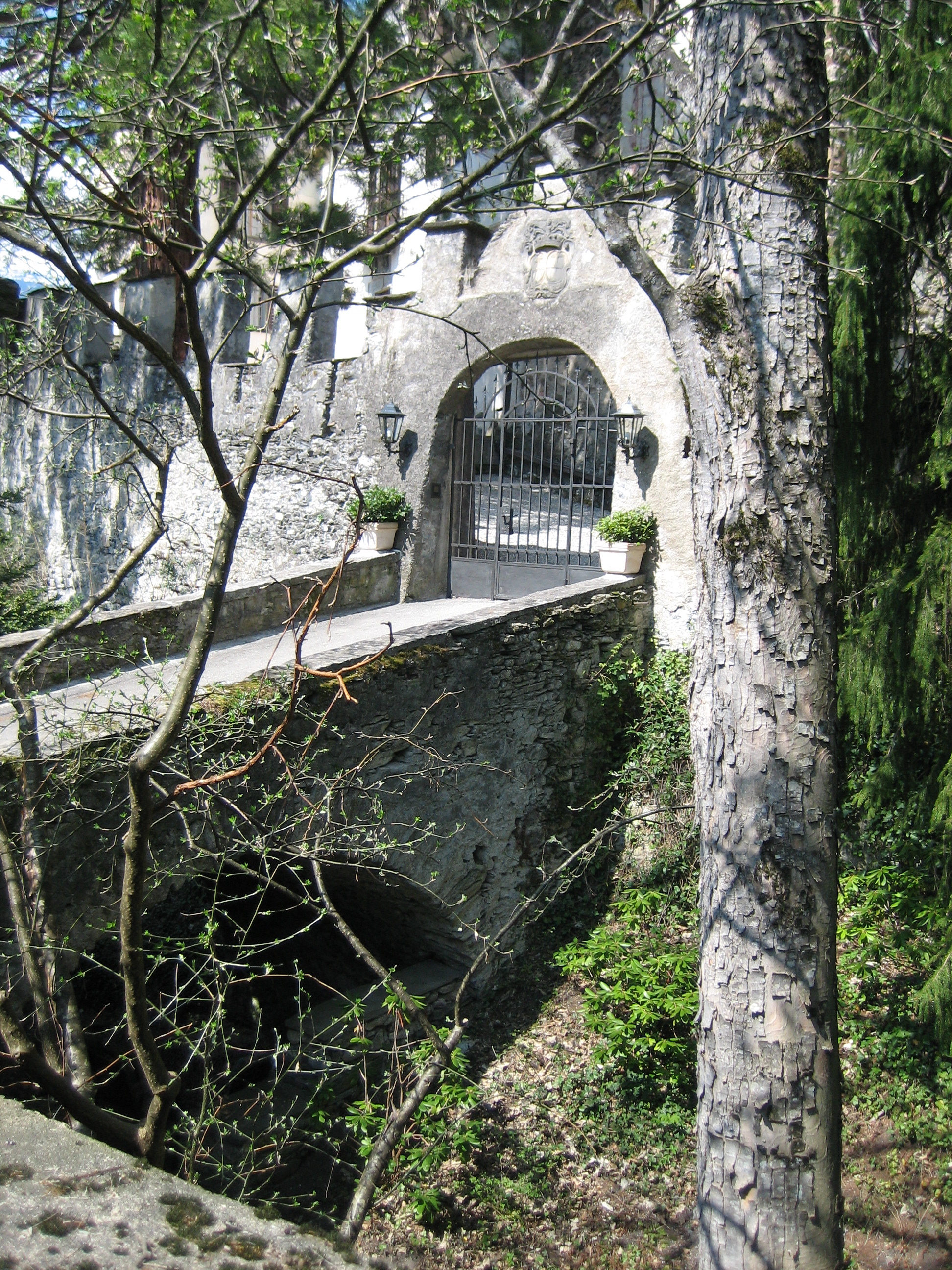
Brücke zum Eingang
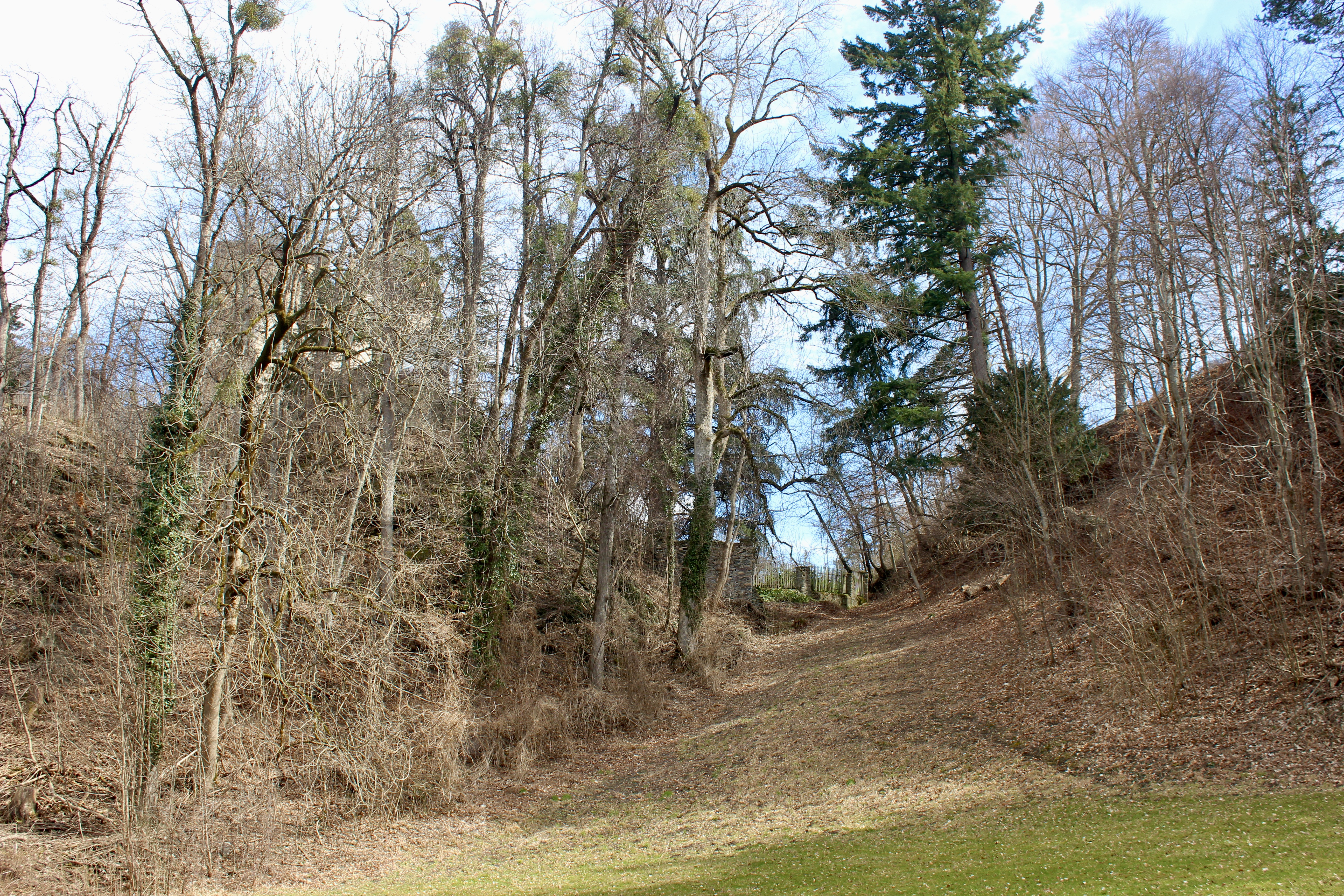
Graben im Süden

## Geschichte
Von den Erbauern, den Herren von Baldenstein, wird in den Urkunden zwischen 1246 und 1252 ein Ebo von Baldenstein erwähnt. 1289 war die Burg im Besitz der Herren von Löwenstein von Ilanz, kam später jedoch in einer Fehde durch einen Handstreich an die Freiherren von Rhäzüns. Im Frieden von 1289 erhielt Hartwig von Löwenstein Baldenstein von den Rhäzünsern zurück, musste jedoch die Burg Schwarzenstein bei Obersaxen  herausgeben.
Wohl durch eine Erbschaft kam Baldenstein in den Besitz der mit den Löwensteinern verwandten Familie von Übercastel. Eine Auseinandersetzung von Wilhelm von Übercastel mit dem Bischof von Chur um das burgstal und den bûwe ze Baldenstein wurde 1349 beigelegt. Wilhelm durfte bauen, musste dafür dem Bischof ein Vorkaufsrecht auf Baldenstein einräumen. Zudem durfte die Burg nicht gegen Chur verwendet werden.
Nächste Besitzer Baldensteins waren die Herren von Stein; 1400 ist ein Wilhelm von Stein nachgewiesen. Der Bischof hatte auf sein Vorkaufsrecht verzichtet, dafür durchgesetzt, dass ihm die Burg jederzeit offenstehen müsse. Im bischöflichen «Buoch der Vestinen» von 1410 wird Baldenstein jedenfalls als offen hus erwähnt. Dadurch konnte eine Burg in den eigenen Machtbereich eingezogen werden, ohne dass sie erworben werden musste.
Durch Heirat fiel Baldenstein 1433 an die bischöfliche Ministerialenfamilie Ringg, die sich ab 1453 Ringg von Baldenstein nannte. Hans Ringg von Baldenstein war Anführer der Bündner in der Schamserfehde.
1562 verkaufte Luzius Ringg von Baldenstein die Burg an den aus dem Veltlin stammenden Adeligen Jakob Ruinelli. Nachdem der letzte Baldensteiner Jakob Ruinelli 1627 bei einem Streit zwischen Offizieren von Jörg Jenatsch erstochen worden war, gelangte die Burg 1627 durch Heirat von Ruinellis Schwester Perpetua an Oberst Christoph Rosenroll von Thusis.
Wiederum durch Heirat kam Baldenstein 1716 an Vincenz von Salis, Hauptmann in spanischen Diensten, dessen Sohn es 1782 an den Seidenraupenzüchter Francesco Conrad (1753–1821) aus Chiavenna verkaufte. Sein Sohn, der Naturforscher Thomas Conrad von Baldenstein, wurde 1784 dort geboren und verbrachte den größten Teil seines Lebens dort. Heute noch ist die Schloss Baldenstein im Besitz der Familienstiftung Conrad von Baldenstein.

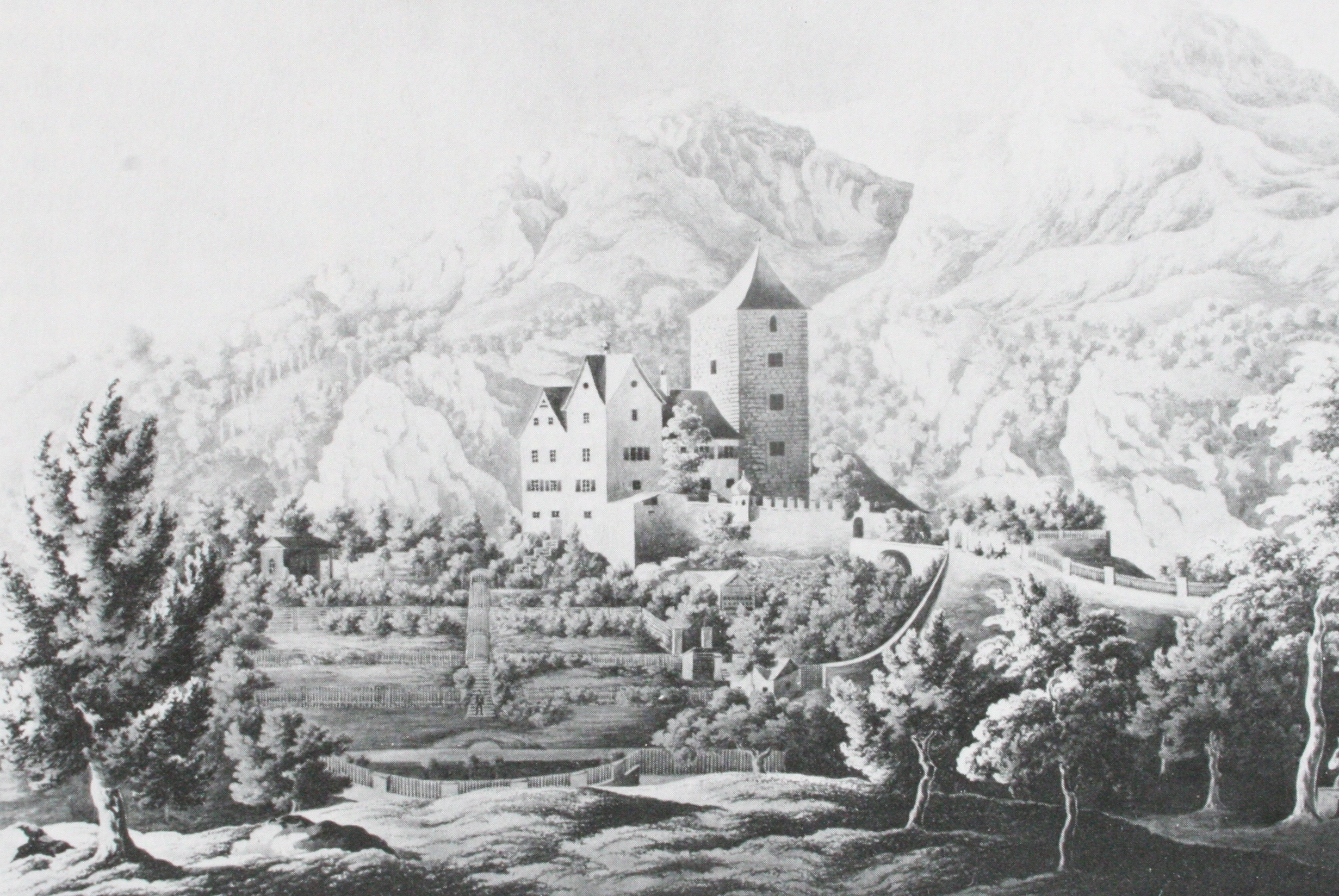
Baldenstein 1816 mit dem ersten Zeltdach
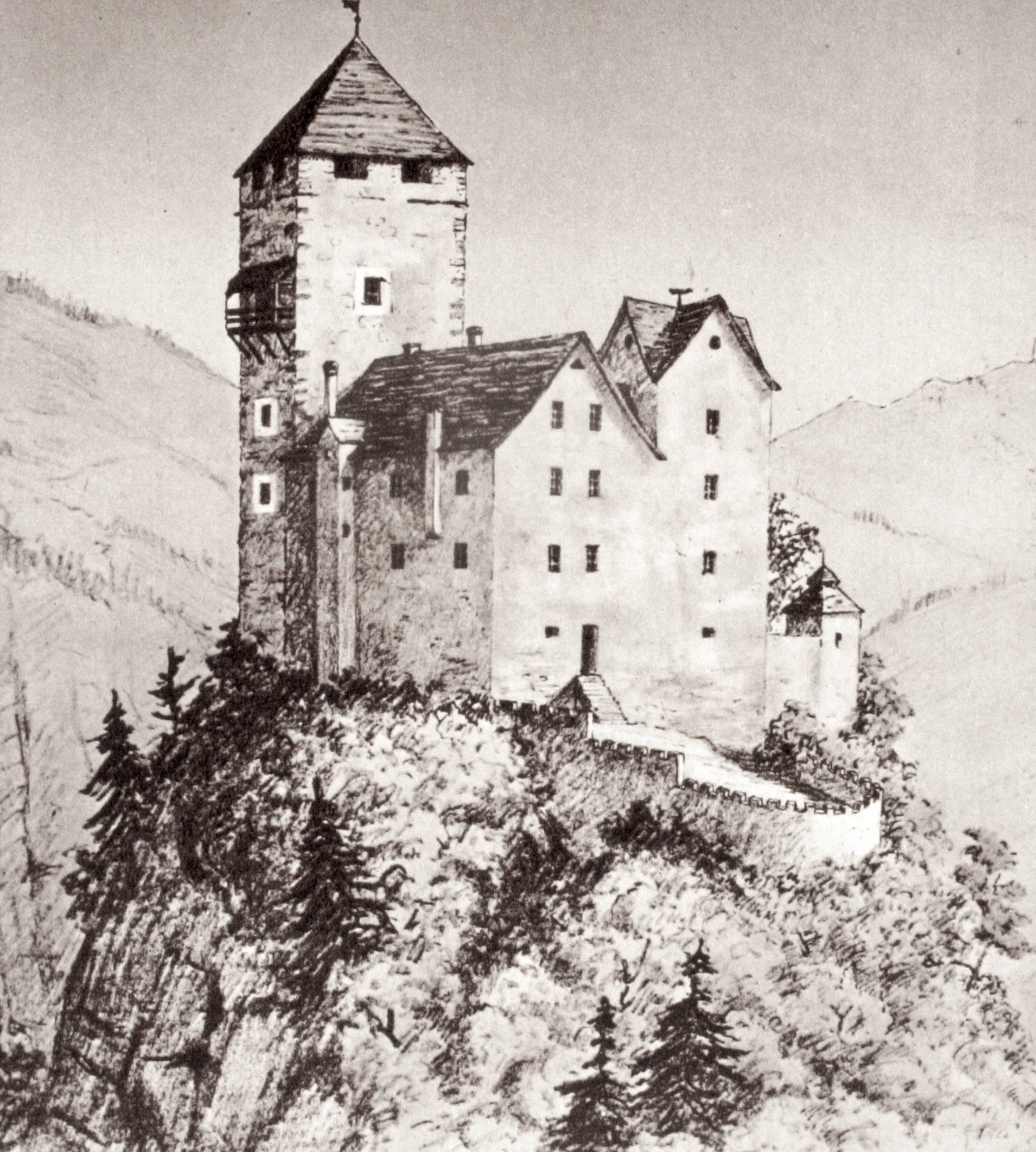
1840 mit Laube am Turm
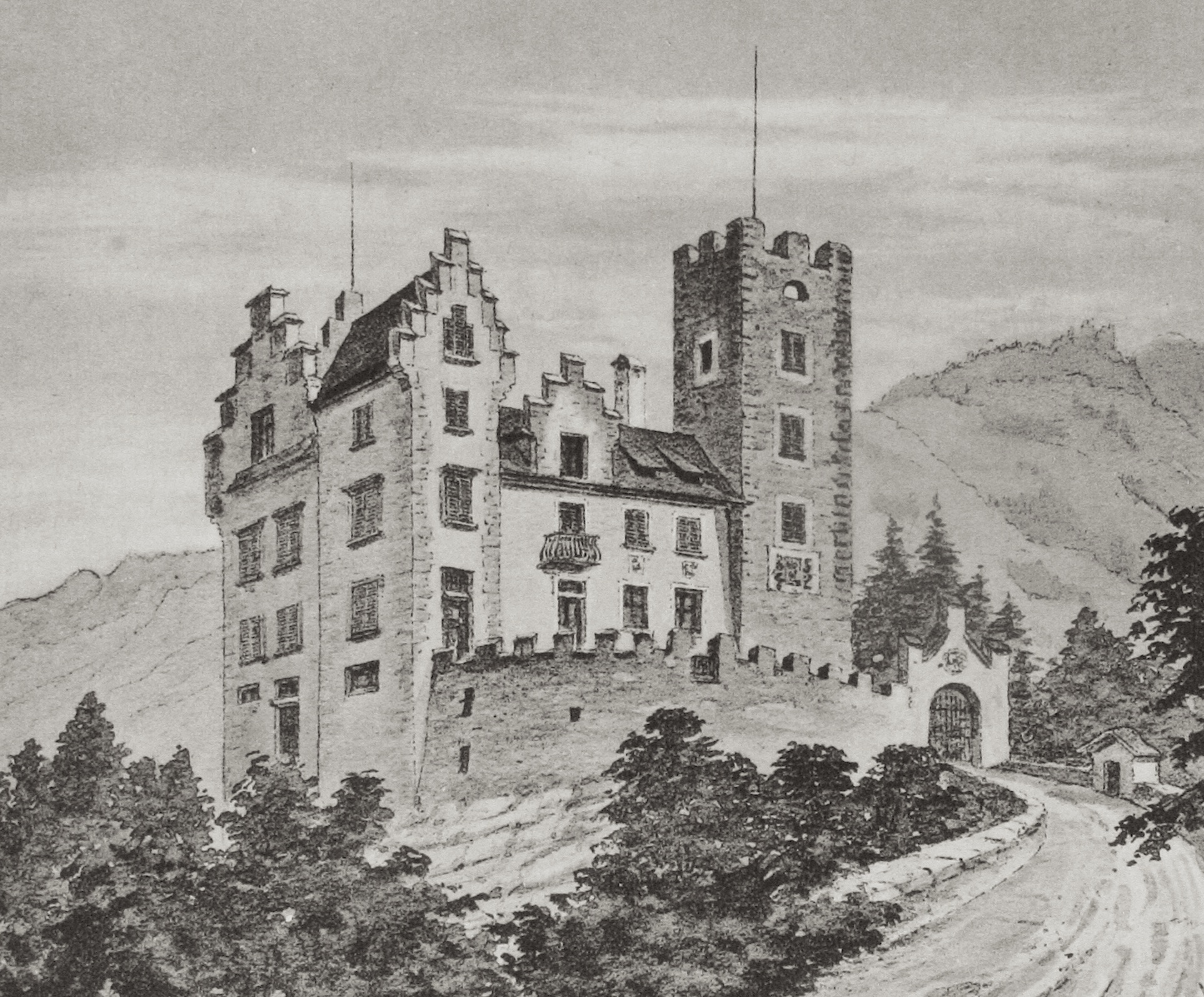
1878 mit dem Zinnendach